# マクラーレン・アプライド

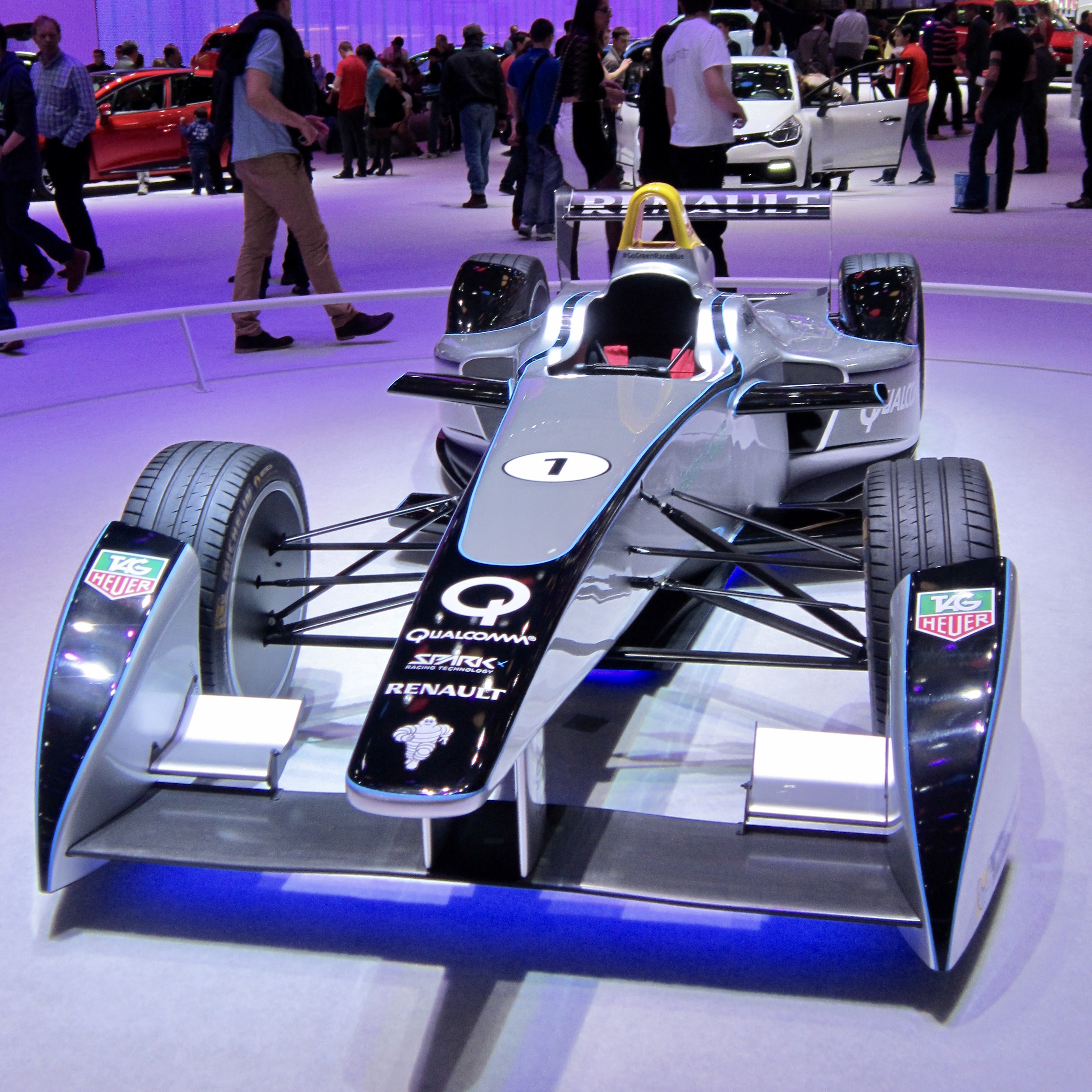
マクラーレン・アプライドのモーター、電子機器を使用した、スパーク・ルノー・SRT 01E

マクラーレン・アプライド（McLaren Applied Limited）は、グレイブル・キャピタルの子会社のイギリスのテクノロジー企業である。
主にフォーミュラ1（F1）のエレクトロニックコントロールユニット（ECU）、センサーなどといったモータースポーツ用電子制御部品を製造・供給している。
以前は、マクラーレン・グループの子会社だったが、2021年8月にグレイブル・キャピタルに売却された。

## 歴史
1992年に前身の、TAG・エレクトロニック・システムズ (TAG Electronic Systems) として設立された。その後2003年に、マクラーレン・エレクトロニック・システムズに改名された。
また2004年に同じマクラーレン・グループだった、マクラーレン・コンポジットと合併した。この会社は、マクラーレン・F1やメルセデス・ベンツ・SLRマクラーレンなどの高機能素材の開発、生産を担当した。
2014年にマクラーレン・アプライド・テクノロジーズ、2020年1月にマクラーレン・アプライドに社名変更した。

## 製品
1993年、マクラーレン・レーシングがF1で当社のECUを使用した。2006年5月7日、2008年から2010年までF1で使用される標準ECUを供給することがFIAから発表された。この標準ECUはマイクロソフトと共同開発したものであり、マイクロソフトMES名義となった。なおこの業績に対して「英国女王革新的企業賞」(Queen's Award for Enterprise in Innovation)がイギリス女王から贈られている。2010年以降も、FIAはマクラーレン・アプライドが開発したECUを標準ECUとして定めた。
2011年2月14日、2012年からNASCARに標準ECUを供給することを発表した。また2012年から、インディカー・シリーズでも同社製の共通ECUが使用される。
フォーミュラEでは、初年度2014‐15年にワンメイクレースで使用された、スパーク・ルノー・SRT 01Eに電気モーター、電子機器を供給した。また2018-2022年まで、バッテリーがマクラーレン・アプライド製のワンメイクとなった。